# Mats Rots
Mats Rots (Groenlo, 11 marzo 2006) è un calciatore olandese, difensore dell'Heracles Almelo in prestito dal Twente.

## Biografia
È fratello minore di Daan Rots, anch'egli calciatore professionista.

## Carriera

### Club
È cresciuto nel settore giovanile del Twente, con cui ha firmato il primo contratto professionistico il 1º luglio 2022. Ha debuttato in prima squadra il 10 agosto 2023 nell'incontro dei preliminari di Europa League vinto 2-0 contro il Riga FC.
Il 17 gennaio 2025 è stato ceduto in prestito all'Heracles Almelo ed il 4 febbraio ha segnato il suo primo gol nell'incontro di KNVB beker vinto 2-0 contro l'Utrecht.

### Nazionale
Ha giocato nelle nazionali giovanili olandesi Under-16, Under-17, Under-18 ed Under-19.

## Statistiche

### Presenze e reti nei club
Statistiche aggiornate al 7 dicembre 2024.
| Stagione        | Squadra         | Campionato      | Campionato | Campionato | Coppe nazionali | Coppe nazionali | Coppe nazionali | Coppe continentali | Coppe continentali | Coppe continentali | Altre coppe | Altre coppe | Altre coppe | Totale | Totale | Totale |
| Stagione        | Squadra         | Comp            | Pres       | Reti       | Comp            | Pres            | Reti            | Comp               | Pres               | Reti               | Comp        | Pres        | Reti        | Pres   | Reti   |        |
| --------------- | --------------- | --------------- | ---------- | ---------- | --------------- | --------------- | --------------- | ------------------ | ------------------ | ------------------ | ----------- | ----------- | ----------- | ------ | ------ | ------ |
| 2023-2024       | Twente          | ED              | 1          | 0          | CO              | 0               | 0               | UECL               | 3                  | 0                  | -           | -           | -           | 4      | 0      |        |
| 2024-gen. 2025  | Twente          | ED              | 0          | 0          | CO              | 1               | 0               | UCL+UEL            | 1+0                | 0                  | -           | -           | -           | 2      | 0      |        |
| gen.-giu. 2025  | Heracles Almelo | ED              | 4          | 0          | CO              | 1               | 1               | -                  | -                  | -                  | -           | -           | -           | 5      | 1      |        |
| Totale carriera | Totale carriera | Totale carriera | 5          | 0          |                 | 2               | 1               |                    | 4                  | 0                  |             | -           | -           | 11     | 1      |        |